# Andrzej Urbisz
Andrzej Piotr Urbisz (ur. 5 lipca 1963 w Rydułtowach) – polski biolog i botanik.
W 1987 roku ukończył studia na Wydziale Biologii i Ochrony Środowiska Uniwersytetu Śląskiego w Katowicach (kierunek biologia). Od 1 września 1988 r. jest zatrudniony w Katedrze Botaniki Systematycznej Wydziału Biologii i Ochrony Środowiska (od 2019 roku Wydziału Nauk Przyrodniczych) Uniwersytetu Śląskiego w Katowicach. Od października 1996 r. zatrudniony na stanowisku adiunkta w Katedrze Botaniki Systematycznej (od 2014 do 2019 r. w Katedrze Botaniki i Ochrony Przyrody, a od 2019 r. w Instytucie Biologii, Biotechnologii i Ochrony Środowiska). Od 1 grudnia 2019 r. profesor uczelni.
Praca doktorska: „Flora naczyniowa Płaskowyżu Rybnickiego na tle antropogenicznych przemian tego obszaru” (1996). Rozprawa habilitacyjna: „Różnorodność i rozmieszczenie roślin naczyniowych, jako podstawa regionalizacji geobotanicznej Wyżyny Krakowsko-Częstochowskiej” (2009). Andrzej Urbisz jest autorem lub współautorem około 100 publikacji naukowych (w tym 14 monografii).
Główne kierunki działalności naukowej i specjalności: fitogeografia, florystyka, ochrona przyrody, geobotanika.
Tematyka badawcza: rośliny naczyniowe Wyżyny Śląskiej i Wyżyny Krakowsko-Częstochowskiej, przemiany szaty roślinnej pod wpływem działalności człowieka, ginące i zagrożone gatunki roślin naczyniowych.

## Ważniejsze publikacje
- Urbisz Andrzej (1991) O zastosowaniu wskaźników florystycznych do określania stopnia synantropizacji flor miejskich. Acta Biologica Silesiana 19(36): 65-81, Uniwersytet Śląski, Katowice.
- Urbisz Andrzej (1994) Propozycja kompletnego podziału flory z punktu widzenia reakcji roślin na wpływy antropogeniczne. Kształtowanie Środowiska Geograficznego i Ochrona Przyrody na Obszarach Uprzemysłowionych i Zurbanizowanych 14: 38-43. Katowice - Sosnowiec.
- Urbisz Andrzej (1996) Flora naczyniowa Płaskowyżu Rybnickiego na tle antropogenicznych przemian tego obszaru. Scripta Rudensia 6: 1-174. Park Krajobrazowy „Cysterskie Kompozycje Krajobrazowe Rud Wielkich”. Rudy Wielkie.
- Urbisz Andrzej,  Urbisz Alina, Nowak T. (1998) Występowanie zagrożonych gatunków flory segetalnej na Wyżynie Śląskiej. Acta Universitatis Lodziensis, Folia Botanica 13: 225-231, Łódź.
- Bernacki L., Nowak T., Urbisz Andrzej,  Urbisz Alina, Tokarska-Guzik B. (2000) Rośliny chronione, zagrożone i rzadkie województwa śląskiego. Acta Biologica Silesiana 35(52): 78-107, Uniwersytet Śląski, Katowice.
- Urbisz Andrzej (2003) Tereny o szczególnych walorach florystycznych na Płaskowyżu Rybnickim. Chrońmy Przyrodę Ojczystą. R. LIX - Zeszyt 1: 24-42, Kraków.
- Urbisz Andrzej (2003) Ginące i wymarłe rośliny naczyniowe Płaskowyżu Rybnickiego. Acta Biologica Silesiana 37(54): 17-28, Uniwersytet Śląski, Katowice.
- Urbisz Andrzej,  Urbisz Alina (2004) Atlas i klucz. Rośliny zielne i krzewinki Polski – częste, pospolite. Wyd. Kubajak. Krzeszowice, pp. 264.
- Urbisz Andrzej (2004) Konspekt flory roślin naczyniowych Wyżyny Krakowsko-Częstochowskiej. Pr. nauk. Uniw. Śląskiego w Katowicach 2240: 1-285, Wyd. Uniwersytetu Śląskiego, Katowice. ISBN 83-226-1372-5.
- Urbisz Andrzej,  Urbisz Alina  (2007) European chestnut (Castanea sativa Mill.) – A tree naturalized on the Baltic Sea coast ? Polish Journal of Ecology. 55(1): 175-179.
- Urbisz Andrzej (2008) Wpływ działalności człowieka na występowanie roślin naczyniowych prawnie chronionych w Polsce. Problemy Ekologii 3: 145-152.
- Urbisz Andrzej (2008) Różnorodność i rozmieszczenie roślin naczyniowych jako podstawa regionalizacji geobotanicznej Wyżyny Krakowsko-Częstochowskiej. Pr. nauk. Uniw. Śląskiego w Katowicach 2630: 1-136, Wyd. Uniwersytetu Śląskiego, Katowice. ISBN 978-83-226-1791-5.
- Urbisz Andrzej,  Urbisz Alina (2009) Invasive vascular plant species in the Kraków-Częstochowa Uplands (southern Poland).W: Pyšek, P. & Pergl, J. (Eds): Biological Invasions: Towards a Synthesis. Neobiota 8: 153–160.
- Urbisz Andrzej,  Urbisz Alina (2009) Vascular plants recorded for the last time before 1945 year in the Silesian Uplands (southern Poland).W: The role of geobotany in biodiversity conservation (ed. Holeksa J., Babczyńska-Sendek B., Wika S.). University of Silesia, Katowice. 253-258.
- Urbisz Andrzej (2010) Ochrona bioróżnorodności jako jeden z ważnych warunków ekorozwoju. Problemy Ekorozwoju 5(1): 91-94.
- Tokarska-Guzik B., Węgrzynek B., Urbisz Alina, Urbisz Andrzej,  Nowak T., Bzdęga K. (2010) Alien vascular plants in the Silesian Upland of Poland: distribution patterns, impacts and threats. Biodiversity Research and Conservation 19: 33-54.
- Urbisz Andrzej (2012) Atlas rozmieszczenia roślin naczyniowych na Wyżynie Krakowsko-Częstochowskiej. Distribution atlas of vascular plants in the Kraków-Częstochowa Uplands. Centrum Dziedzictwa Przyrody Górnego Śląska, 1-397. ISBN 978-83-62652-27-3
- Parusel J. B., Urbisz Andrzej (red.). (2012) Czerwona lista roślin naczyniowych województwa śląskiego. The red list of vascular plants of silesian voivodship. W: Raporty i Opinie 6. Strategia ochrony województwa śląskiego na lata 2011-2030. Raport o stanie przyrody województwa śląskiego. 105-176.
- Urbisz Andrzej,  Urbisz Alina  (2014) Rośliny naczyniowe Rybnika. (Vascular plants of Rybnik). Centrum Dziedzictwa Przyrody Górnego Śląska, Katowice, 1-250. ISBN 978-83-925142-2-0
- Urbisz Alina, Urbisz Andrzej (2014)  Atlas rozmieszczenia roślin naczyniowych w Rybniku. (Distribution atlas of vascular plants in Rybnik). Centrum Dziedzictwa Przyrody Górnego Śląska, Katowice, 1-120. ISBN 978-83-925142-9-9
- Urbisz Andrzej (2016) Wymarłe i najbardziej zagrożone wyginięciem rośliny naczyniowe lasów Wyżyny Śląskiej. Fragmenta Floristica et Geobotanica Polonica 23(1): 29-37.
- Błażyca-Szczerbowska B., Urbisz Andrzej (2016) Antropogeniczne przemiany flory roślin naczyniowych zachodniej części Garbu Tarnogórskiego (Wyżyna Śląska). Anthropogenic changes in the vascular plant flora of the western part of Tarnowskie Góry Ridge (Silesian Uplands). Centrum Dziedzictwa Przyrody Górnego Śląska, Katowice, 1-182. ISBN 978-83-942550-2-2.
- Urbisz Andrzej (2017) Występowanie i stopień zagrożenia prawnie chronionych gatunków roślin naczyniowych na terenie Wyżyny Krakowsko-Częstochowskiej. Fragmenta Floristica et Geobotanica Polonica 24(2): 415-422. Kraków.
- Urbisz Andrzej (2018) Chronione rośliny naczyniowe Wyżyny Śląskiej. Centrum Dziedzictwa Przyrody Górnego Śląska. Katowice. ss. 277. ISBN 978-83-942550-6-0.
- Folcik Łukasz, Urbisz Andrzej (2020) Antropogeniczne przemiany flory roślin naczyniowych mezoregionu Chełmu (Wyżyna Śląska) ze szczególnym uwzględnieniem zjawiska wymierania gatunków. Muzeum Górnośląskie w Bytomiu. Monographs of the Upper Silesian Museum No. 14: 1-214. (ISSN 1508-9851, ISBN 978-83-65786-49-4.
- Urbisz Andrzej (2021) Konspekt flory roślin naczyniowych Wyżyny Śląskiej. Wydawnictwo UŚ. ISBN 978-83-226-4088-3.
- Urbisz Andrzej (2022) Why some plant species become extinct while others are spreading? Pak. J. Bot., 54(1): 249-256. DOI: 10.30848/PJB2022-1(18).
- Hutniczak Agnieszka., Urbisz Alina, Urbisz Andrzej, Strzeleczek Łukasz (2022). Factors affecting plant composition in Abandoned Railway Areas with Particular Emphasis on Forest Proximity. Diversity 14(12): 1141. https://doi.org/10.3390/d14121141.
- Urbisz Andrzej, Urbisz Alina  (2022). Atlas rozmieszczenia roślin naczyniowych na Wyżynie Śląskiej (gatunki rzadkie i niepotwierdzone). Monographs of the Upper Silesian Museum 19: 1–140. PL ISSN 1508-9851; PL ISBN 978-83-65786-78-4.
- Urbisz Andrzej  (2023). Atlas rozmieszczenia roślin naczyniowych na Wyżynie Śląskiej (gatunki niebyt częste, częste i pospolite). Monographs of the Upper Silesian Museum 22: 1–132. PL ISSN 1508-9851; PL ISBN 978-83-65786-91-3.